# Santa Maria de Taüll
Santa Maria de Taüll és una església romànica de la localitat de Taüll al terme municipal de la Vall de Boí. Es troba a la plaça del poble de Taüll, i a pocs metres al sud-oest (just a l'entrada del poble) hi ha l'església de Sant Climent que pertany a la mateixa època. Les dues van ser erigides i consagrades al mateix temps: la de Santa Maria fou consagrada un dia més tard que la de Sant Climent, l'any 1123. A partir del segle xviii va ser l'única parròquia del municipi de Taüll, mentre que la de Sant Climent exercia de capella del cementiri modern de Taüll, però als segles anteriors, havien compartit parroquialitat les dues esglésies. És un monument del municipi de la Vall de Boí declarat bé cultural d'interès nacional.

## Descripció

### Església
És una església romànica de planta basilical molt reformada a l'època barroca. És un edifici de tres naus, separades per columnes cilíndriques, i tres absis semicirculars. La torre del campanar, de quatre pisos amb finestres geminades sota arcuacions, es dreça sobre la nau de l'epístola. Els murs exteriors són totalment llisos, excepte els dels absis, que presenten arcuacions i lesenes sota un fris de dents de serra.
Al segle xviii, Santa Maria fou molt reformada. Les naus laterals es convertiren en capelles, la nau es cobrí amb volta de canó i en el transsepte s'aixecà una cúpula amb cimbori. L'absidiola del costat de l'epístola fou reemplaçada per una sagristia. Totes aquestes modificacions foren suprimides en una restauració que li va tornat l'aspecte del segle xii, amb la restitució de la coberta amb encavallades de fusta.
La decoració pictòrica que ornava els murs de l'església es conserva des del 1922 al Museu d'Art de Catalunya. Destaquen les pintures de l'absis major, que representen l'Epifania, amb la Mare de Déu i l'Infant entronitzats dins una mandorla. Obra d'un segon mestre són les pintures que cobrien el mur meridional i el de ponent, on destaca l'escena del judici final. Durant l'última restauració aparegueren nous fragments de pintures murals.
Aquesta església va patir diverses reformes en segles passats que la van desfigurar totalment per dins. Les columnes que suporten els arcs van ser engolides per uns murs que es van aixecar com a divisió per formar les capelles entre contraforts, deixant la planta amb una sola nau. A la nau transversal es va obrir una cúpula i l'absidiola del costat sud es va convertir en sagristia. Els absis i les parets, que estaven decorats amb pintures romàniques murals, van ser revestits de blanc. Durant la dècada dels anys 70 del s.XX, els treballs de restauració li van tornar la seva primitiva estructura, deixant lliures les columnes que suporten els arcs i divideixen les naus i rematant el sostre amb coberta de fusta a dues aigües. Les pintures de l'absis i de les parets es conserven al Museu Nacional d'Art de Catalunya.
El 1996 es va dur a terme la excavació arqueològica de l'entorn de l'església, a l'actual plaça es va redescobrir la necròpoli. El anys 2007 i 2008 es van realitzar obres de sospedrament, estabilització dels murs i del campanar.

### Campanar
La torre del campanar, una mica torta, no és exempta, com la de Sant Climent, però és exactament del mateix model, per la qual cosa la seva descripció és pràcticament la mateixa. És alta i esvelta, com totes les torres llombardes aixecades a la vall de Boí. Correspon al grup de torres contemporànies de les italianes edificades el segle xii, que es van construir molt més elegants que les de l'etapa anterior. Consta de cinc pisos assentats sobre un sòcol massís bastant alt. A les quatre cares de cada pis es repeteix la mateixa decoració i el mateix nombre de finestres. Al sòcol hi ha una sola finestra més els cinc arcs cecs. Als altres pisos varia el nombre de finestres, separades per columnes, els capitells de les quals estan disposats perpendicularment al mur de la torre. Els tres últims pisos porten a manera d'imposta una decoració com la dels absis.

### Pintures murals
L'església va estar decorada tota ella (en els absis, als murs i a les columnes) amb pintures murals que van anar resistint en part el pas del temps. A principis del segle xx, el 1907 Santa Maria de Taüll, va ser un dels llocs per on va passar la Missió arqueològico-jurídica a la ratlla d'Aragó, organitzada per l'IEC amb la missió de protegir el patrimoni artístic català. L'equip estava format per Josep Puig i Cadafalch, Guillem Marià Brocà, Josep Gudiol, Josep M.Goday i Adolf Mas. Uns anys després, els erudits van decidir desenganxar aquestes pintures del seu lloc d'origen i portar-les al Museu Nacional d'Art de Catalunya, on resten protegides. Cal dir que corrien perill de ser venudes i exportades als Estats Units, De fet, una talla de Maria es conserva des de 1925 al Fogg Art Museum de la Universitat Harvard. Diversos historiadors d'art han dedicat bastant temps a estudiar el procés d'aquestes obres, i han arribat a la conclusió que (igual que a Sant Climent) es tracta de dos artistes diferents, però contemporanis entre ells. Devien treballar cap a l'any 1123, any en el qual es van consagrar totes dues esglésies.
A l'absis central es va fer una reproducció de les pintures murals els anys 1958-1960. L' any 2013 es va instal·lar la reproducció de les pintures murals del mur sud perquè el visitant pogués tenir-ne una idea in situ.

## Història
Com la resta d'esglésies de la Vall de Boí, la de Santa Maria de Taüll fou objecte de la venda i bescanvi l'any 1064 pels comtes de Pallars Sobirà, Artau I i la seva muller Llúcia de la Marca, als comtes de Pallars Jussà, Ramon V i la seva muller Valença de Tost, juntament amb el castell d'Erill i altres possessions.
L'església de Santa Maria de Taüll, molt semblant a la de Sant Climent de Taüll, fou construïda al mateix temps, i consagrada un dia després que aquesta, l'11 de desembre de 1123, pel mateix bisbe Ramon Guillem de Roda d'Isàvena.
Encara cal comptar una tercera església, a Taüll: Sant Martí, que fou, possiblement, la primitiva parròquia. Taüll, doncs, arribà a disposar, en el mateix nucli urbà, de tres esglésies, cosa que parla per si sola de la importància del poblament a la vall en aquells temps.
A la baixa edat mitjana, i pel fet de pertànyer al comte de Pallars, la Vall de Boí passà al bisbat d'Urgell, on gaudia d'un règim especial, ja que el conjunt de parròquies era regit per un conjunt de co-rectors, que arribaren a ser vuit en algunes èpoques. Aquests co-rectors havien de ser fills de la Vall de Boí; el santuari de Caldes de Boí exercia de centre coordinador de les parròquies de la vall.

## Galeria

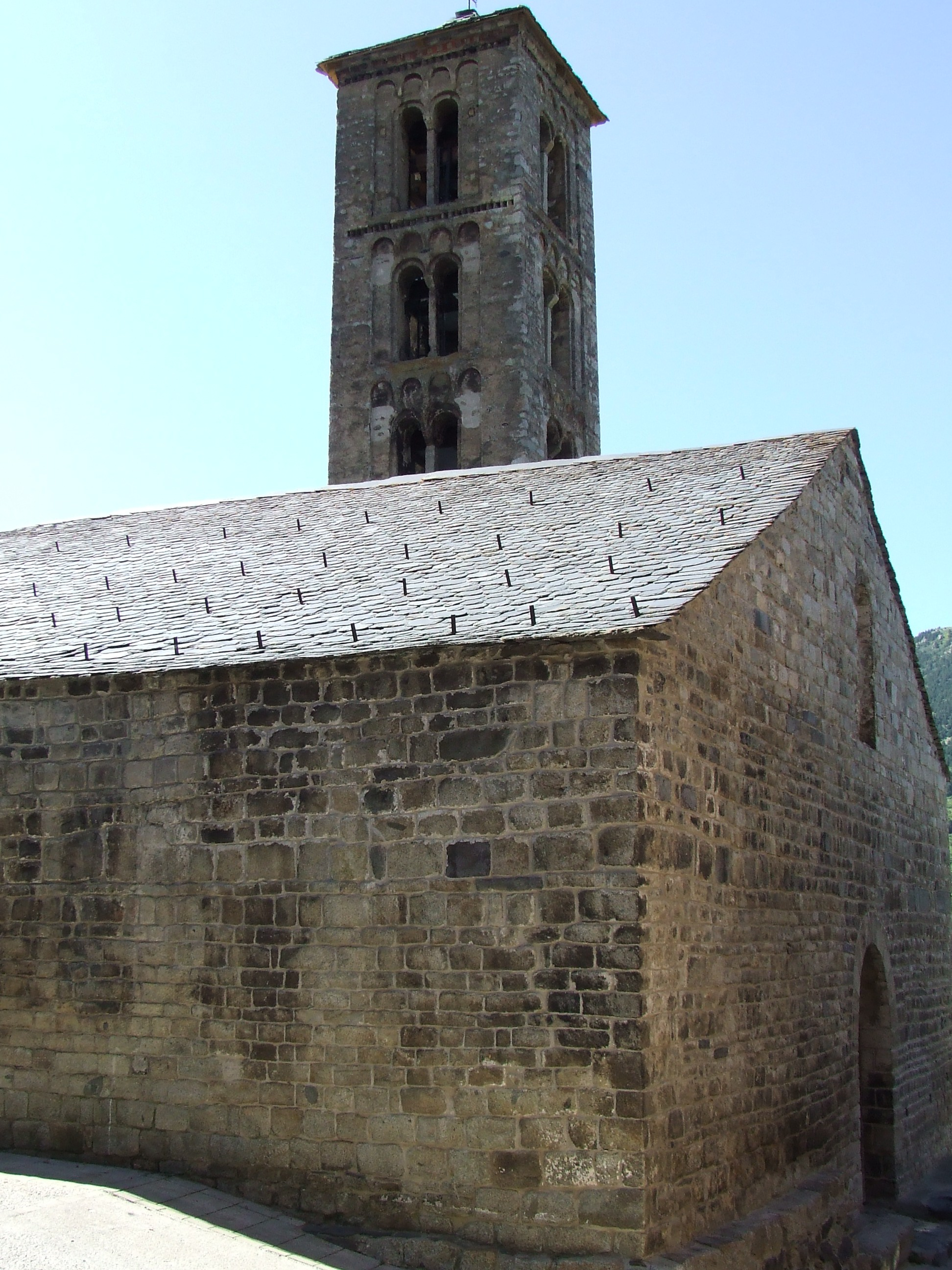
Façana de ponent, coberta i campanar
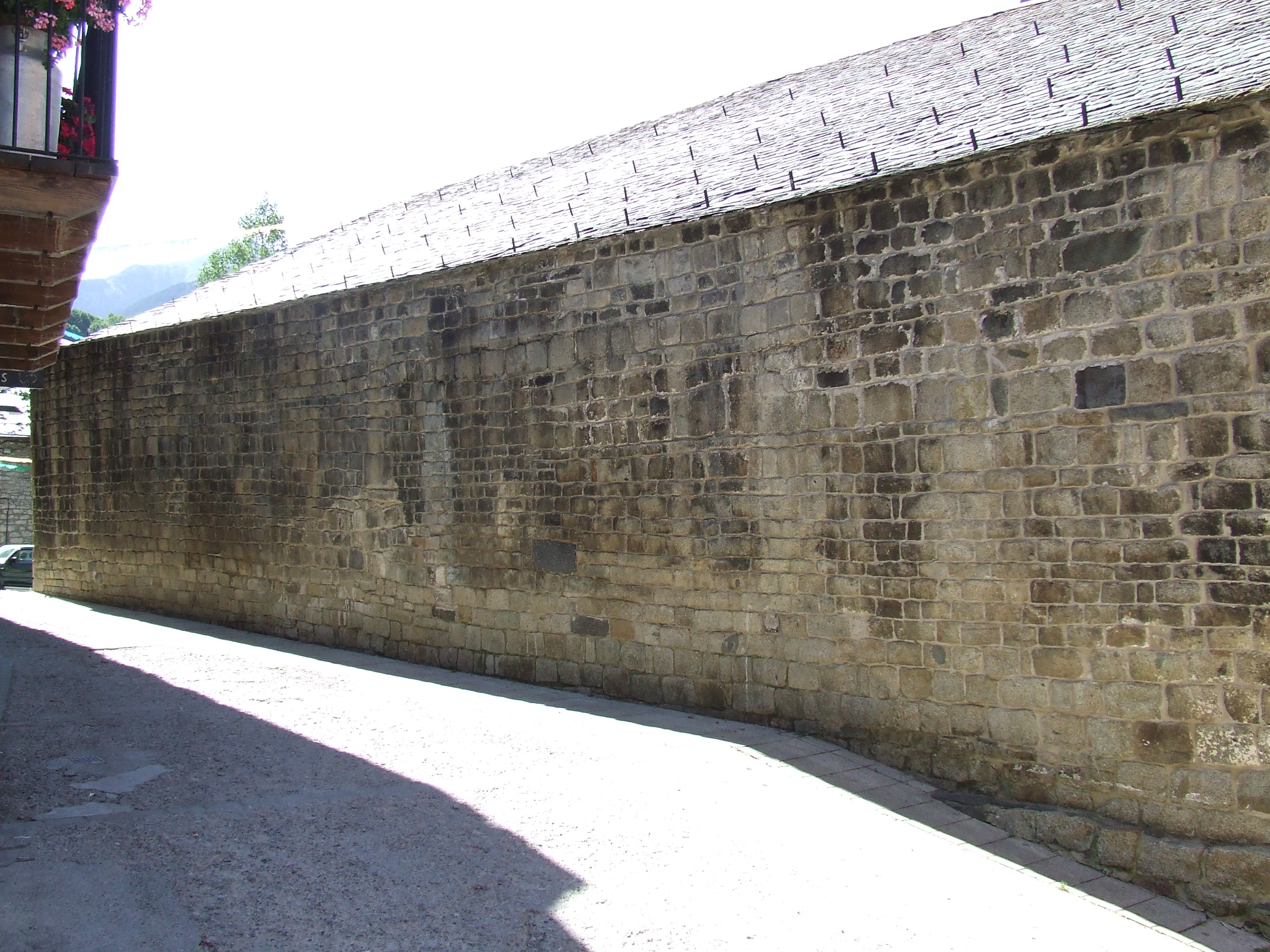
Façana septentrional
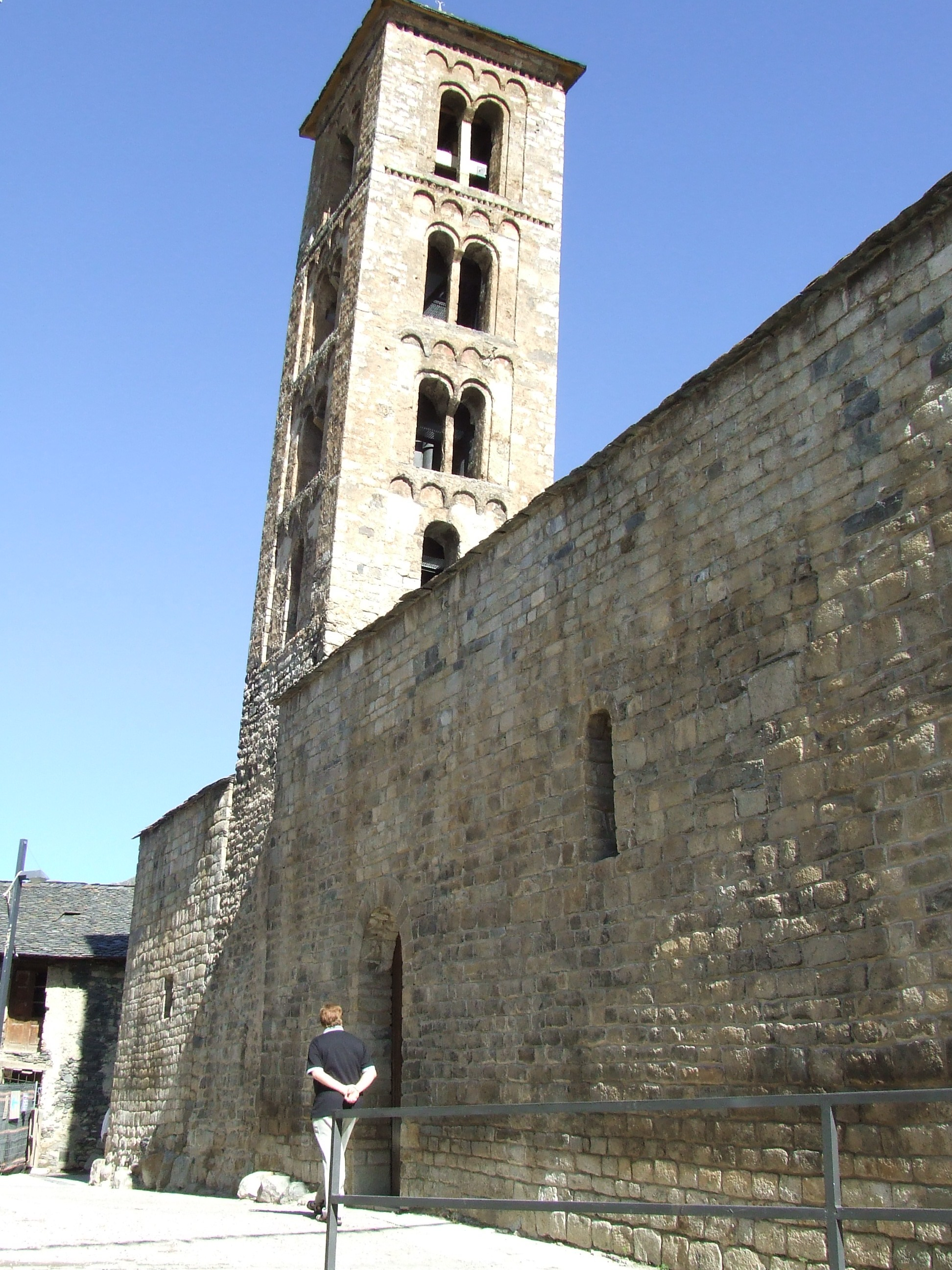
Façana meridional i campanar